# Klaarmares
Klaarmares (Frans: Clairmarais) is een gemeente in het Franse departement Pas-de-Calais (regio Hauts-de-France). De gemeente telt 674 inwoners (2004) en maakt deel uit van het arrondissement Sint-Omaars.

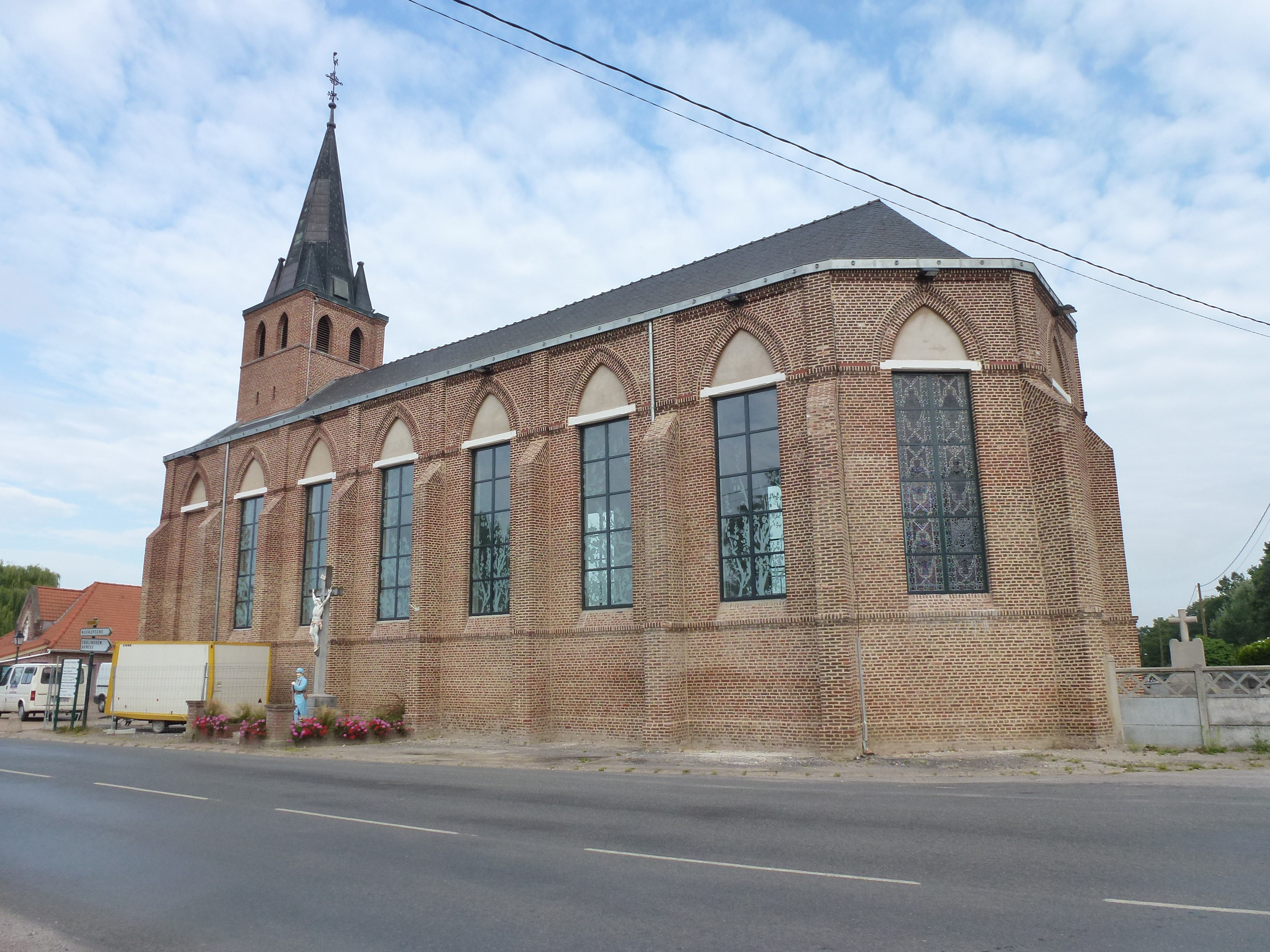
Église Saint-Bernard

## Geschiedenis
Uit de 12de eeuw dateren oude vermeldingen van de plaats als Claromaresch, Clarus Mariscus en Cleirmaresc. In 1140 werd hier de cisterciënzer Abdij van Klaarmares opgericht. De abdij verdween bij de Franse Revolutie, enkel de abdijhoeve bleef bewaard.
Op het eind van het ancien régime werd Klaarmares een gemeente. In 1801 werd buurgemeente Cloquette opgeheven en bij Klaarmares gevoegd. De gemeente had geen kerk meer na het verdwijnen van de abdij, tot in 1873 nabij de abdijruïnes uiteindelijk een kerk werd opgetrokken.

## Geografie
De oppervlakte van Klaarmares bedraagt 18,1 km², de bevolkingsdichtheid is 37,2 inwoners per km². De gemeente ligt op de grens met het Noorderdepartement, deels in het Marais audomarois, een moeras- en poldergebied rond Sint-Omaars in het bekken van de Aa. Een groot deel van de gemeente wordt door bos ingenomen. Het dorpscentrum ligt in het westen van de gemeente. In het oosten liggen onder meer de gehuchtjes of hoevesites Schouwbroek (Haut Schoubrouck en Bas Schoubrouck) en Cloquette.

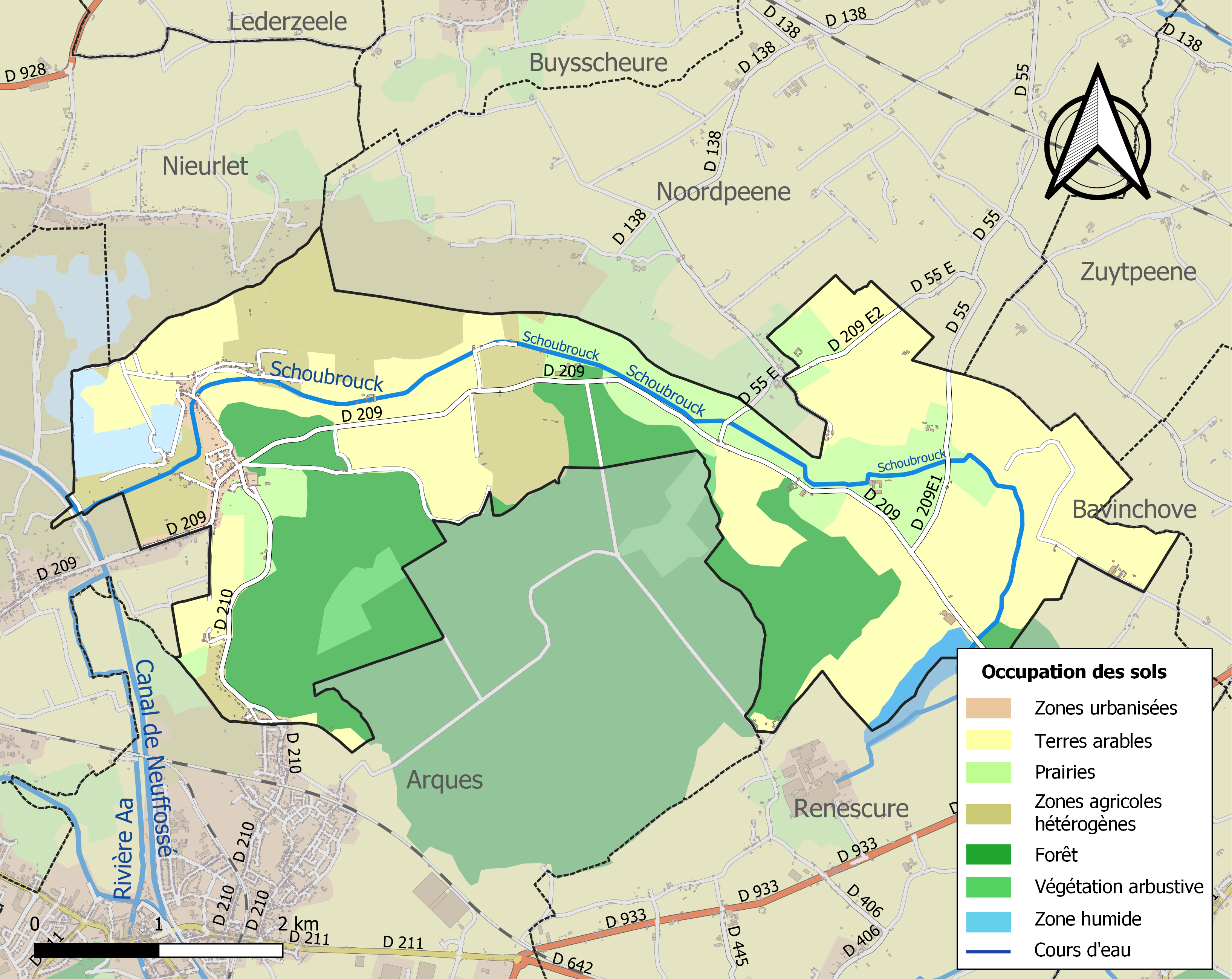
Kaart van de gemeente met de belangrijkste infrastructuur, bodemgebruik en omliggende gemeenten

## Bezienswaardigheden
- De ruïnes van de Abdij van Klaarmares werden in 1946 ingeschreven als monument historique. Ook de bewaarde bijgebouwen, hoeve en duiventoren werden in 1987 ingeschreven.
- De Sint-Bernarduskerk (Église Saint-Bernard)
- De cisterciënzer abdijhoeve van Cloquette werd in 1991 ingeschreven als monument historique.
- Het Natuurreservaat van Romelaëre, op de grens met Sint-Omaars, een waterrijk natuurgebied, bestaande uit een veenplassengebied dat door vervening is ontstaan.
- Op de grens met Arques ligt een deel van het Forêt de Rihault-Clairmarais, een staatsbos van 1200 ha.
- De Lourdesgrot uit 1937.
- Op het Kerkhof van Klaarmares bevinden zich twee Britse oorlogsgraven uit de Tweede Wereldoorlog.

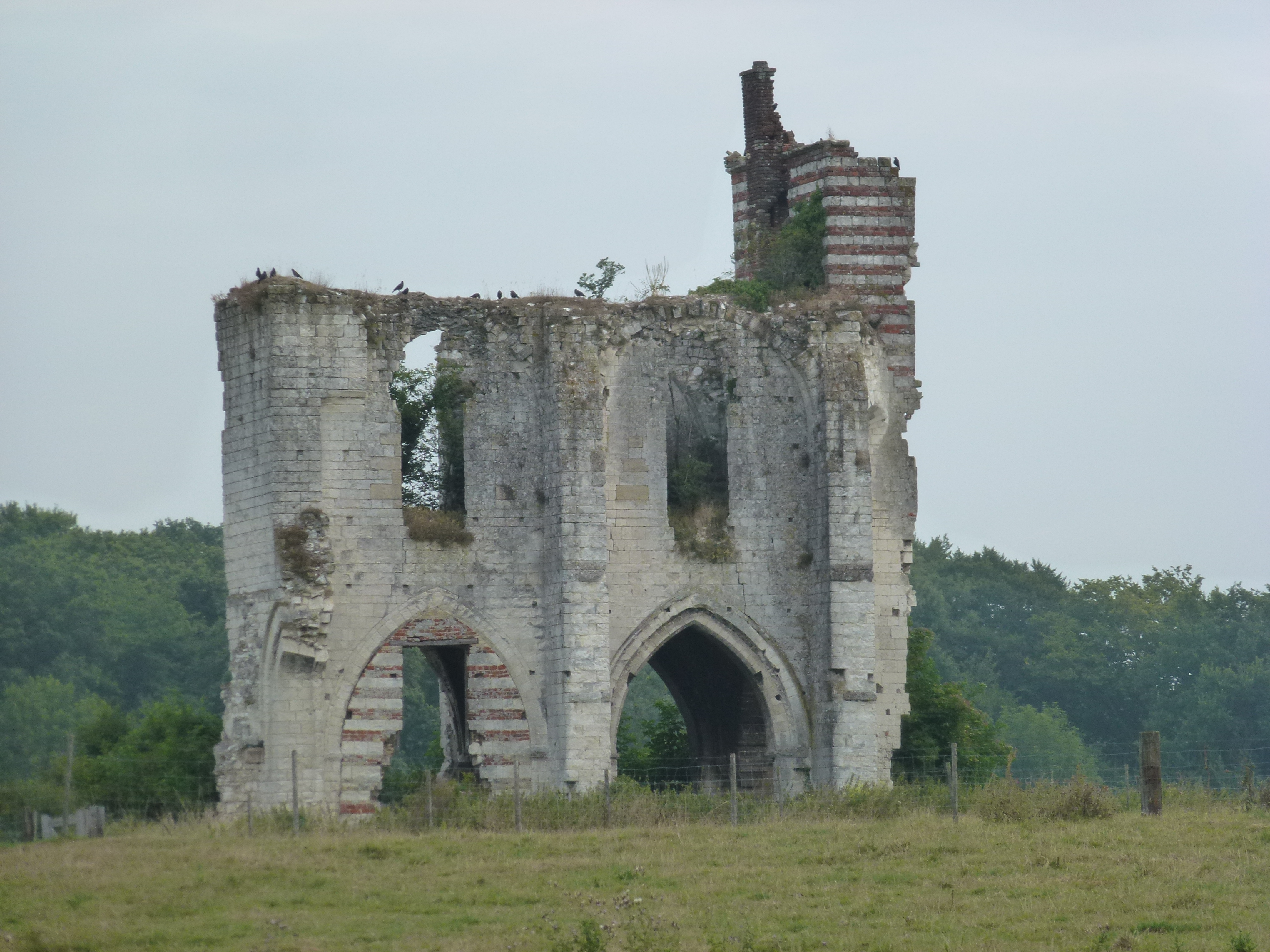
Abdijruïne
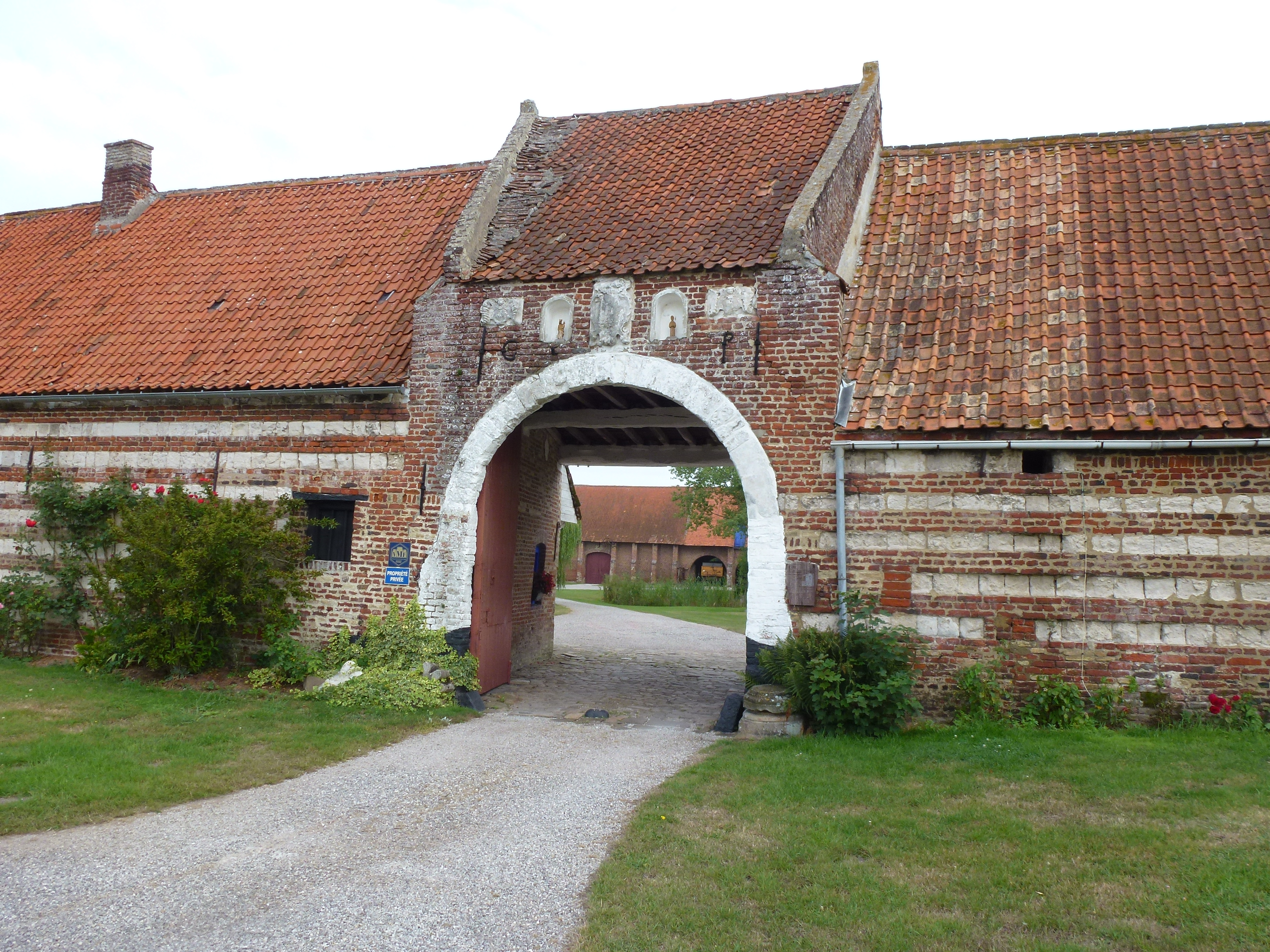
Abdijhoeve
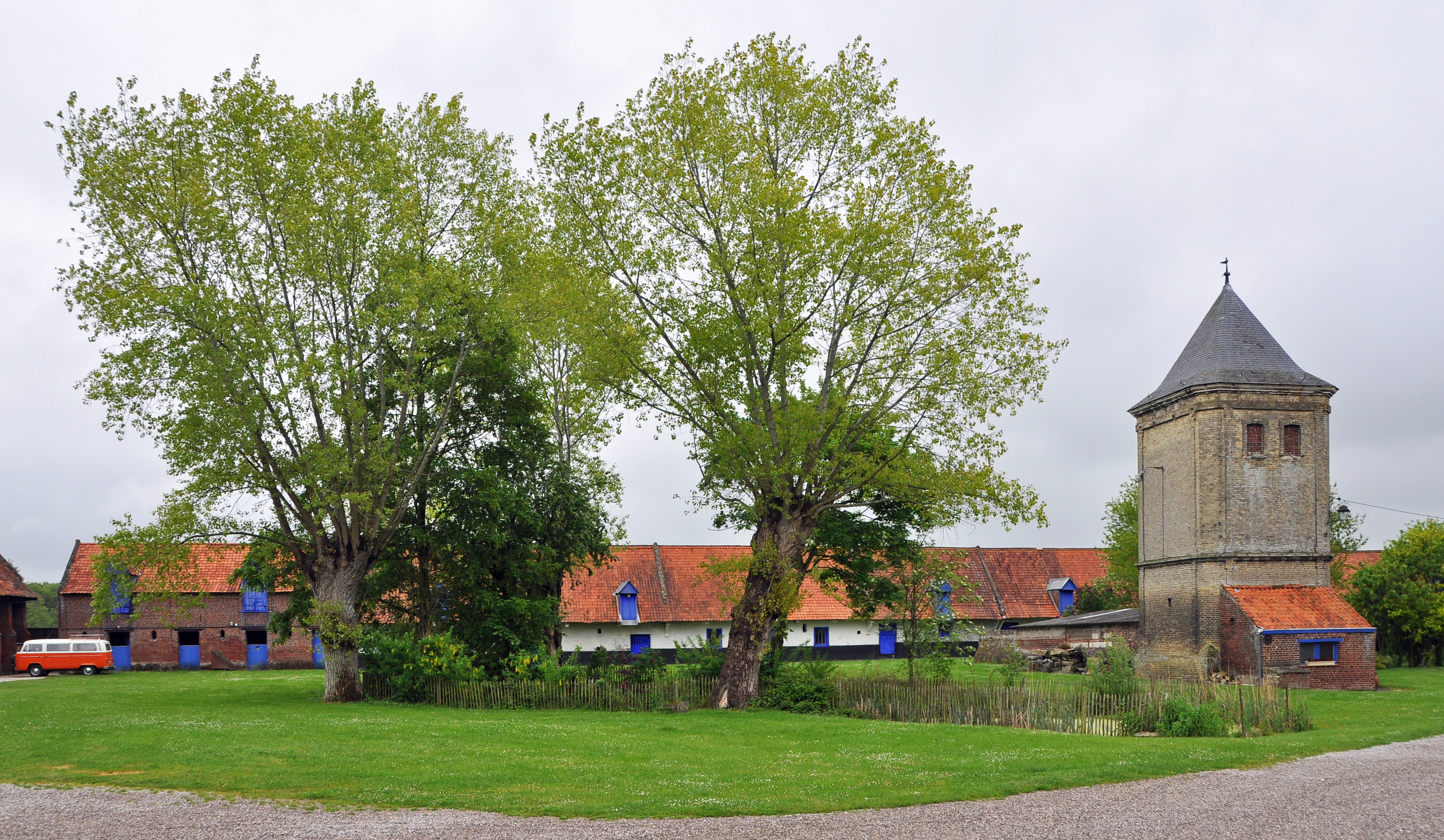
Abdijhoeve en duiventoren
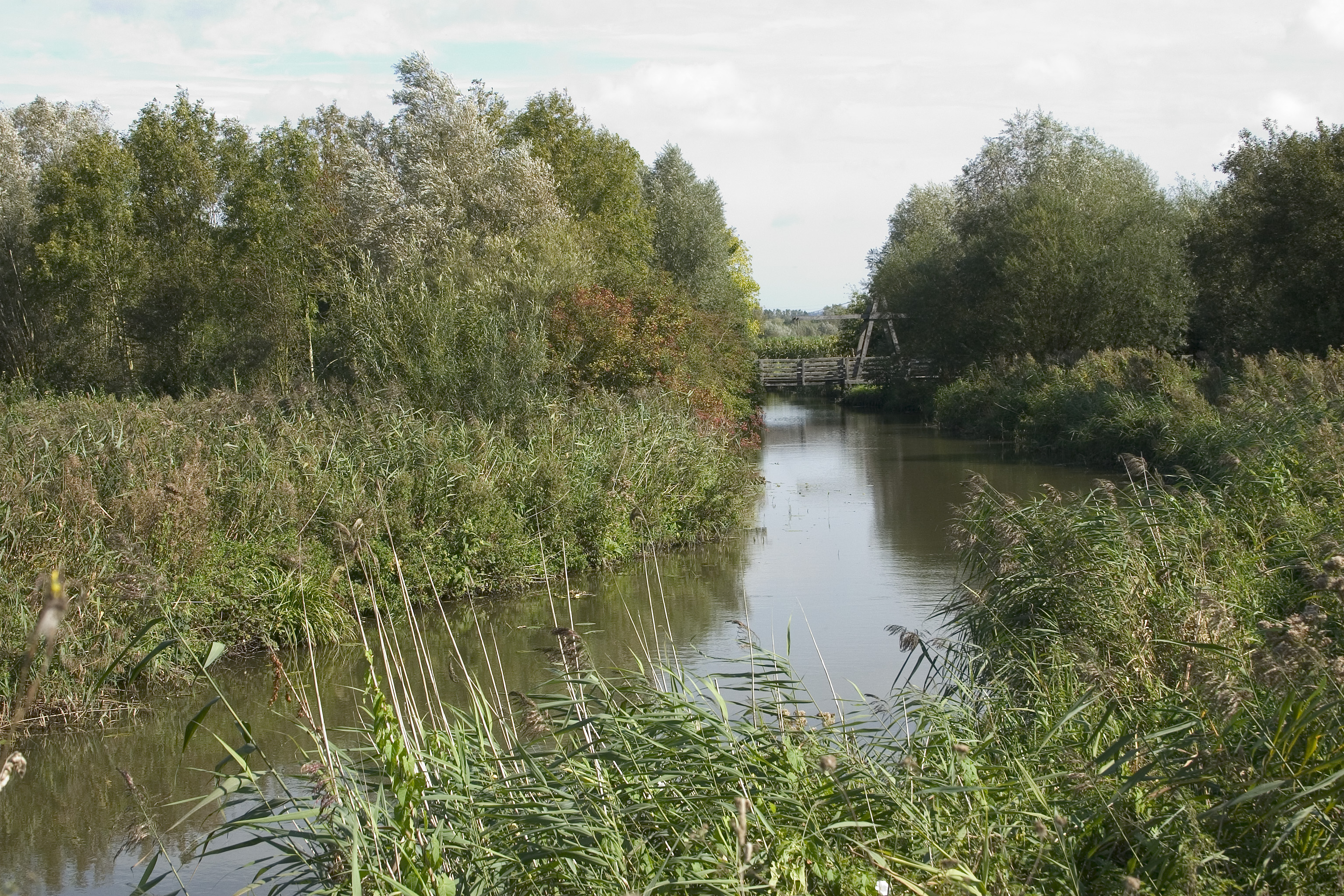
Natuurreservaat Romelaëre
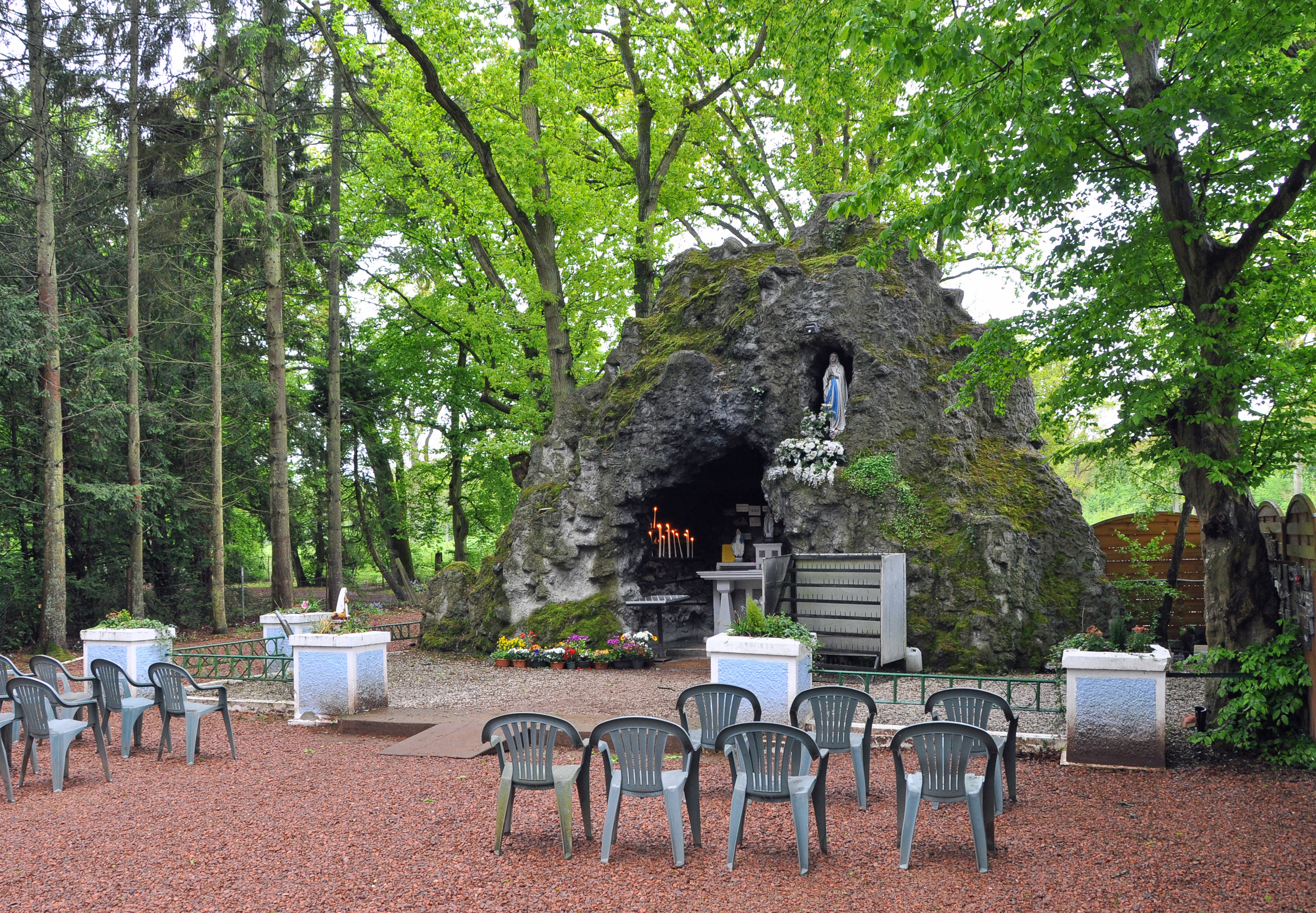
Lourdesgrot

## Demografie
Onderstaande figuur toont het verloop van het inwonertal (bron: INSEE-tellingen).

## Politiek
Burgemeesters van Klaarmares waren: 
- 1995 - 2008 : Nicole Henneman
- 2008 - ... : Damien Morel

## Nabijgelegen kernen
Ebblinghem, Buysscheure, Nieurlet